# Festuca plebeia
Festuca plebeia är en gräsart som beskrevs av Joyce Winifred Vickery. Festuca plebeia ingår i släktet svinglar, och familjen gräs. Inga underarter finns listade i Catalogue of Life.